# 切爾沃納沃洛卡
51°8′0″N 28°12′25″E / 51.13333°N 28.20694°E
切爾沃納沃洛卡（烏克蘭語：Червона Волока），是烏克蘭北部的村莊，隸屬日托米爾州的科羅斯滕區。該村始建於1710年，面積1.68平方公里，海拔高度180米，2001年人口760。